# Ashley Callus
Pour les articles homonymes, voir Callus.
Ashley Callus, né le 10 mars 1979 à Brisbane, est un nageur australien spécialiste des épreuves de sprint en nage libre. Champion olympique, champion du monde et vainqueur de nombreux titres en championnats internationaux sur des épreuves de relais, le nageur est également champion du monde en petit bassin à titre individuel.

## Biographie
Ashley Callus fait sa première apparition en équipe nationale lors des jeux du Commonwealth de 1998 disputés à Kuala Lumpur. Finaliste sur l'épreuve du 50 m nage libre, il se retrouve aligné au sein du relais 4 × 100 m nage libre australien qui se pare d'or. Lors des championnats d'Australie se déroulant en mai 2000, le nageur a l'occasion d'obtenir sa sélection pour les prochains Jeux olympiques organisés à Sydney. Médaillé de bronze sur les 50 et 100 m nage libre, il ne se qualifie pas individuellement puisque seules les deux premières places le permettent. En revanche, Callus gagne sa place au sein du relais national 4 × 100 m nage libre. Troisième relayeur en finale de cette épreuve après Michael Klim et Chris Fydler, il réalise un relais moins rapide que son concurrent américain Jason Lezak mais lance tout de même le dernier relayeur Ian Thorpe avec une mince avance. Ce dernier maintient cette avance et le quatuor australien remporte la médaille d'or, record du monde à la clé (3 min 13 s 67). Cette victoire est inédite pour le pays qui n'avait jamais triomphé jusqu'alors dans cette épreuve aux Jeux olympiques.
Vice-champion d'Australie au début de l'année suivante sur 50 et 100 m nage libre à Hobart, il se qualifie en individuel pour les championnats du monde 2001 organisés à Fukuoka. Lors de ce rendez-vous, il finit à la septième place en finale du 100 m grâce à de premiers temps sous les 50 secondes en carrière. De nouveaux aligné au sein du relais 4 × 100 m nage libre, Ashley Callus remporte le titre mondial en compagnie de Michael Klim, Todd Pearson et Ian Thorpe. À la fin de l'année, le nageur remporte son premier titre national en petit bassin. Quelques mois plus tard, il remporte sa première médaille d'or nationale en grand bassin lors des championnats disputés à Brisbane. Vainqueur du 50 m, il prend la seconde place sur le 100 m nage libre lui permettant de se qualifier pour les jeux du Commonwealth de 2002 prévus à Manchester et pour les championnats pan-pacifiques 2002 de Yokohama. Lors du premier événement, le nageur empoche deux nouvelles médailles : l'argent sur le 100 m nage libre, l'or avec le relais 4 × 100 m nage libre. Il réédite pareilles performances lors du second événement organisé quelques jours plus tard. Auparavant, Callus s'était illustré lors des Mondiaux en petit bassin de Moscou en remportant la couronne mondiale du 100 m nage libre et en décrochant l'argent au titre du relais 4 × 100 m 4 nages.
En janvier 2003, l'Australien passe pour la première fois sous les 49 secondes au 100 m lors des championnats du Queensland. Sacré par deux fois champion d'Australie sur 50 et 100 m à Sydney, Callus se qualifie pour les championnats du monde 2003, une compétition où il ne brille guère puisqu'il ne dépasse pas les demi-finales individuellement et parce que l'Australie perd son titre mondial sur le relais 4 × 100 m nage libre. Lors de sa seconde participation aux Jeux olympiques en 2004 à Athènes, il est écarté du relais à la suite de performances décevantes dans les épreuves individuelles lors desquelles il ne dépasse même pas les séries. Apprenant en réalité qu'il est atteint du virus d'Epstein-Barr, il s'éloigne des bassins pendant une année. À son retour en 2006, le nageur se qualifie pour les jeux du Commonwealth organisés à Melbourne. Il y remporte une médaille d'argent avec le relais 4 × 100 nage libre et est finaliste sur les 50 et 100 m nage libre. Plus tard, il remporte une nouvelle médaille d'or lors des championnats du monde en petit bassin tenus à Shanghai. 
En 2008, il améliore son record personnel sur le 100 m en 48 s 68 lors des sélections olympiques, une performance suffisante pour obtenir sa sélection au sein du relais national pour les prochains Jeux olympiques de Pékin. Par ailleurs second du 50 m, il se qualifie individuellement pour cette épreuve au bénéfice d'un nouveau record personnel – 22 s 02 – loin cependant du vainqueur Eamon Sullivan qui bat à cette occasion le record du monde (21 s 28).

## Palmarès

### Jeux olympiques
- Jeux olympiques de 2000 à Sydney (Australie) :
  -  Médaille d'or au titre du relais 4 × 100 m nage libre (3 min 13 s 67, record du monde).

- Jeux olympiques de 2008 à Pékin (Chine) :
  -  Médaille de bronze au titre du relais 4 × 100 m nage libre (3 min 09 s 91).

### Championnats du monde
| Épreuve / Édition    | Grand bassin        | Grand bassin     | Grand bassin     | Petit bassin     | Petit bassin         | Petit bassin     |
| Épreuve / Édition    | Fukuoka 2001        | Barcelone 2003   | Melbourne 2007   | Athènes 2000     | Moscou 2002          | Shanghai 2006    |
| 50 m nage libre      | -                   | -                | -                | -                | 6e 21 s 73           | -                |
| 100 m nage libre     | 7e 49 s 39          | -                | -                | 7e 48 s 59       | Or 46 s99            | -                |
| 4 × 100 m nage libre | Or 3 min 14 s 10 RC | 4e 3 min 15 s 67 | 5e 3 min 15 s 89 | 5e 3 min 15 s 38 | 4e 3 min 11 s 38     | -                |
| 4 × 100 m 4 nages    | -                   | -                | -                | 5e 3 min 34 s 18 | Argent 3 min 29 s 35 | Or 3 min 27 s 71 |

### Divers
| Compétition / Épreuve       | Compétition / Épreuve | Nage libre | Nage libre     | Relais               |
| Compétition / Épreuve       | Compétition / Épreuve | 50 m       | 100 m          | 4 × 100 m NL         |
| Championnats pan-pacifiques | Yokohama 2002         | -          | Argent 49 s 26 | Or 3 min 15 s 15     |
| Jeux du Commonwealth        | Kuala Lumpur 1998     | -          | -              | Or 3 min 17 s 83     |
| Jeux du Commonwealth        | Manchester 2002       | 5e 22 s 67 | Argent 49 s 45 | Or 3 min 16 s 42     |
| Jeux du Commonwealth        | Melbourne 2006        | 8e 22 s 71 | 6e 49 s 78     | Argent 3 min 15 s 54 |

### Records
Ashly Callus a participé à la réalisation d'un record du monde en relais :
- 1 sur relais 4 × 100 m nage libre.